# Minipreço
Minipreço é uma cadeia de supermercados com sede em Portugal e atualmente em fase de integração na multinacional francesa Auchan.  

## História
A primeira loja do Minipreço foi inaugurada em Lisboa no ano de 1979 pelo então, Grupo Pão de Açúcar em Portugal, contava com produtos de marca própria até ser vendido para o Grupo Dia em 1998, devido a essa aquisição, a marca portuguesa Minipreço desapareceu, tendo sido retomada a insígnia Minipreço dois anos mais tarde; atualmente abrange uma rede de cerca de 483 lojas em todo o território português, das quais 300 são franquias, lojas essas que se subdividem nas modalidades: Minipreço Family, lojas grandes com áreas de estacionamento; Minipreço Market, para lojas de rua nos bairros e por último o Minipreço Express, lojas de conveniência nos centros das grandes cidades e ainda, os minimercados Mais Próximo nas localidades e bairros mais afastados, nos Açores mais especificamente na Ilha de São Miguel, e com maior presença em Ponta Delgada, o Minipreço atuava com a insígnia Casa Cheia que também revendia a marca Dia. 
Os supermercados Minipreço existiam apenas em Portugal, ainda que pertencentes ao grupo espanhol Dia, que para além de Portugal e Espanha, estava presente também no Brasil, e na Argentina
O volume de negócios em 2009 rondou os 915 milhões de euros, menos 0,9% que em 2008.
Em 2023, o Grupo Dia anunciou que planeava vender todas as lojas em Portugal para centrar esforços na sua estratégia, a distribuição alimentar de proximidade, nos mercados que são mais relevantes para o seu negócio. Em Agosto de 2023, a Auchan Portugal acordou com o Grupo Dia a aquisição de toda a operação em Portugal, resultando na compra das 489 lojas Minipreço e Mais Perto, num investimento que rondou os 155 milhões de euros.
Em 2024 e após receber o parecer de não oposição da Autoridade da Concorrência, a Auchan deu como concluída a aquisição de 100% da operação do Grupo Dia em Portugal. Todas as lojas passarão a usar o nome e marca Auchan até ao final de 2025, marcando assim o fim da marca Minipreço.
Logo após a venda do Minipreço à marca Auchan, os produtos próprios Auchan começaram a ser vendidos nos supermercados Minipreço. Os produtos da marca Dia seriam apenas vendidos até acabar o stock existente.